# Aesalinae
Az Aesalinae a rovarok (Insecta) osztályában  a szarvasbogárfélék (Lucanidae) családjának egyik alcsaládja. Az alcsaládba 8 nemet sorolnak.

## Rendszerezés
A családba az alábbi nemzetségek és nemek tartoznak:
Aesalini
Aesalus (Fabricius, 1801) - 12 faj
Echinoaesalus (Zelenka, 1993) - 10 faj
Lucanobium (Howden & Lawrence, 1974) - 1 faj
Ceratognathini
Ceratognathus (Westwood, 1838) - 14 faj
Hilophyllus (Paulsen & Mondeca, 2006) - 3 faj
Holloceratognathus (Nikolaev, 1998) - 3 faj
Mitophyllus (Parry, 1843) - 14 faj
Nicagini
Nicagus (LeConte, 1861) - 3 faj

## Magyarországon előforduló fajok
- Szőrös szarvasbogár (Aesalus scarabaeoides) (Panzer, 1794)